# Grand Prix automobile d'Espagne 1978
Résultats du Grand Prix d'Espagne 1978, couru sur le circuit de Jamara le 4 juin 1978.

## Classement
| Pos  | N° | Pilote                | Écurie             | Tours | Temps/Abandon      | Grille | Points |
| ---- | -- | --------------------- | ------------------ | ----- | ------------------ | ------ | ------ |
| 1    | 5  | Mario Andretti        | Lotus-Ford         | 75    | 1 h 41 min 47 s 06 | 1      | 9      |
| 2    | 6  | Ronnie Peterson       | Lotus-Ford         | 75    | +19 s 56           | 2      | 6      |
| 3    | 26 | Jacques Laffite       | Ligier-Matra       | 75    | +37 s 24           | 10     | 4      |
| 4    | 20 | Jody Scheckter        | Wolf-Ford          | 75    | +1 min 00 s 06     | 9      | 3      |
| 5    | 2  | John Watson           | Brabham-Alfa Romeo | 75    | +1 min 05 s 93     | 7      | 2      |
| 6    | 7  | James Hunt            | McLaren-Ford       | 74    | +1 tour            | 4      | 1      |
| 7    | 19 | Vittorio Brambilla    | Surtees-Ford       | 74    | +1 tour            | 16     |        |
| 8    | 27 | Alan Jones            | Williams-Ford      | 74    | +1 tour            | 18     |        |
| 9    | 9  | Jochen Mass           | ATS-Ford           | 74    | +1 tour            | 17     |        |
| 10   | 12 | Gilles Villeneuve     | Ferrari            | 74    | +1 tour            | 5      |        |
| 11   | 18 | Rupert Keegan         | Surtees-Ford       | 73    | +2 tours           | 23     |        |
| 12   | 3  | Didier Pironi         | Tyrrell-Ford       | 71    | +4 tours           | 13     |        |
| 13   | 15 | Jean-Pierre Jabouille | Renault            | 71    | +4 tours           | 11     |        |
| 14   | 36 | Rolf Stommelen        | Arrows-Ford        | 71    | +4 tours           | 19     |        |
| 15   | 17 | Clay Regazzoni        | Shadow-Ford        | 67    | Durite d'essence   | 22     |        |
| Abd. | 22 | Jacky Ickx            | Ensign-Ford        | 64    | Moteur             | 21     |        |
| Abd. | 14 | Emerson Fittipaldi    | Fittipaldi-Ford    | 62    | Accélérateur       | 15     |        |
| Abd. | 11 | Carlos Reutemann      | Ferrari            | 57    | Accident           | 3      |        |
| Abd. | 1  | Niki Lauda            | Brabham-Alfa Romeo | 56    | Moteur             | 6      |        |
| Abd. | 4  | Patrick Depailler     | Tyrrell-Ford       | 51    | Moteur             | 12     |        |
| Abd. | 16 | Hans-Joachim Stuck    | Shadow-Ford        | 45    | Suspension         | 24     |        |
| Abd. | 35 | Riccardo Patrese      | Arrows-Ford        | 21    | Moteur             | 8      |        |
| Abd. | 25 | Héctor Rebaque        | Lotus-Ford         | 21    | Surchauffe         | 20     |        |
| Abd. | 8  | Patrick Tambay        | McLaren-Ford       | 16    | Sortie de piste    | 14     |        |
| Nq.  | 37 | Arturo Merzario       | Merzario-Ford      |       | Non qualifié       |        |        |
| Nq.  | 30 | Brett Lunger          | McLaren-Ford       |       | Non qualifié       |        |        |
| Nq.  | 28 | Emilio de Villota     | McLaren-Ford       |       | Non qualifié       |        |        |
| Nq.  | 10 | Alberto Colombo (en)  | ATS-Ford           |       | Non qualifié       |        |        |
| Npq. | 32 | Keke Rosberg          | Theodore-Ford      |       | Non préqualifié    |        |        |

Légende :
- Abd.=Abandon

## Pole position et record du tour
- Pole position : Mario Andretti en 1 min 16 s 39 (vitesse moyenne : 160,419 km/h).
- Tour le plus rapide : Mario Andretti en 1 min 20 s 06 au 5e tour (vitesse moyenne : 153,065 km/h).

## Tours en tête
- James Hunt : 5 (1-5)
- Mario Andretti : 70 (6-75)

## À noter
- 9e victoire pour Mario Andretti.
- 67e victoire pour Lotus en tant que constructeur.
- 113e victoire pour Ford Cosworth en tant que motoriste.